# Manhattan (série de televisão)
Manhattan (às vezes denominada MANH(A)TTAN) é uma série de televisão de drama estadunidense baseada no projeto de mesmo nome que produziu as primeiras armas atômicas. Embora algumas figuras históricas apareçam na série, a maioria dos personagens são fictícios.
O programa estreou no canal WGN America em 27 de julho de 2014. Ganhou elogios da crítica ao longo de sua exibição, mas não conseguiu garantir audiência satisfatória. Como resultado, foi cancelada em 2 de fevereiro de 2016, após sua segunda temporada.

## Enredo
Ambientada em 1943 e 1944 na época do Projeto Manhattan, a série enfoca os cientistas do Projeto Y e suas famílias na recém-criada Los Alamos, Novo México, uma cidade que o mundo exterior desconhece. O governo federal diz aos cientistas apenas o que eles precisam saber, enquanto os cientistas mantêm segredos de suas famílias. 
O programa de TV não pretende ser historicamente preciso, mas inspirado na história. A série faz referência a muitos aspectos do Projeto Manhattan real, e algumas figuras históricas, como o cientista-chefe Robert Oppenheimer. Outros colaboradores do Projeto Manhattan, como os ganhadores do Prêmio Nobel Enrico Fermi (que se mudou para o lugar em setembro de 1944) e Emilio G. Segrè, não aparecem.

## Elenco

### Principal
- John Benjamin Hickey como Dr. Frank Winter[3]
- Olivia Williams como Dr. Liza Winter
- Ashley Zukerman como Dr. Charlie Isaacs
- Rachel Brosnahan como Abby Isaacs
- Daniel Stern como Dr. Glen Babbit
- Katja Herbers como Dr. Helen Prins
- Harry Lloyd como Paul Crosley
- Alexia Fast como Callie Winter
- Christopher Denham como Jim Meeks
- Michael Chernus como Louis "Fritz" Fedowitz
- William Petersen como Colonel Emmett Darrow[4]

### Recorrente
- David Harbour como Dr. Reed Akley
- Eddie Shin como Dr. Sidney "Sid" Liao
- Daniel London como Professor J. Robert Oppenheimer
- Mark Moses como Col. Alden Cox
- Carole Weyers como Elodie
- Richard Schiff como Sr. Fisher
- Jefferson White como Cole Dunlavey
- Peter Stormare como Lazar
- Josh Cooke como Lancefield
- Neve Campbell como Kitty Oppenheimer
- Mamie Gummer como Nora
- Griffin Dunne como Woodrow Lorentzen

## Recepção
No Rotten Tomatoes, a série tem um índice de aprovação de 90%, com uma classificação média de 8,3/10 com base em 29 críticas; o consenso do site diz: "Embora lento para começar, Manhattan é um drama de primeira linha graças a um elenco talentoso, bela cinematografia e um olho aguçado para os detalhes da época". A série teve uma pontuação do Metacritic de 78 em 100, com base em 23 avaliações "geralmente favoráveis".